# Iłowo-Osada (plaats)
Iłowo-Osada (Duits: Illowo) is een dorp in het Poolse woiwodschap Ermland-Mazurië, in het district Działdowski. De plaats maakt deel uit van de gemeente Iłowo-Osada en telt 2800 inwoners.

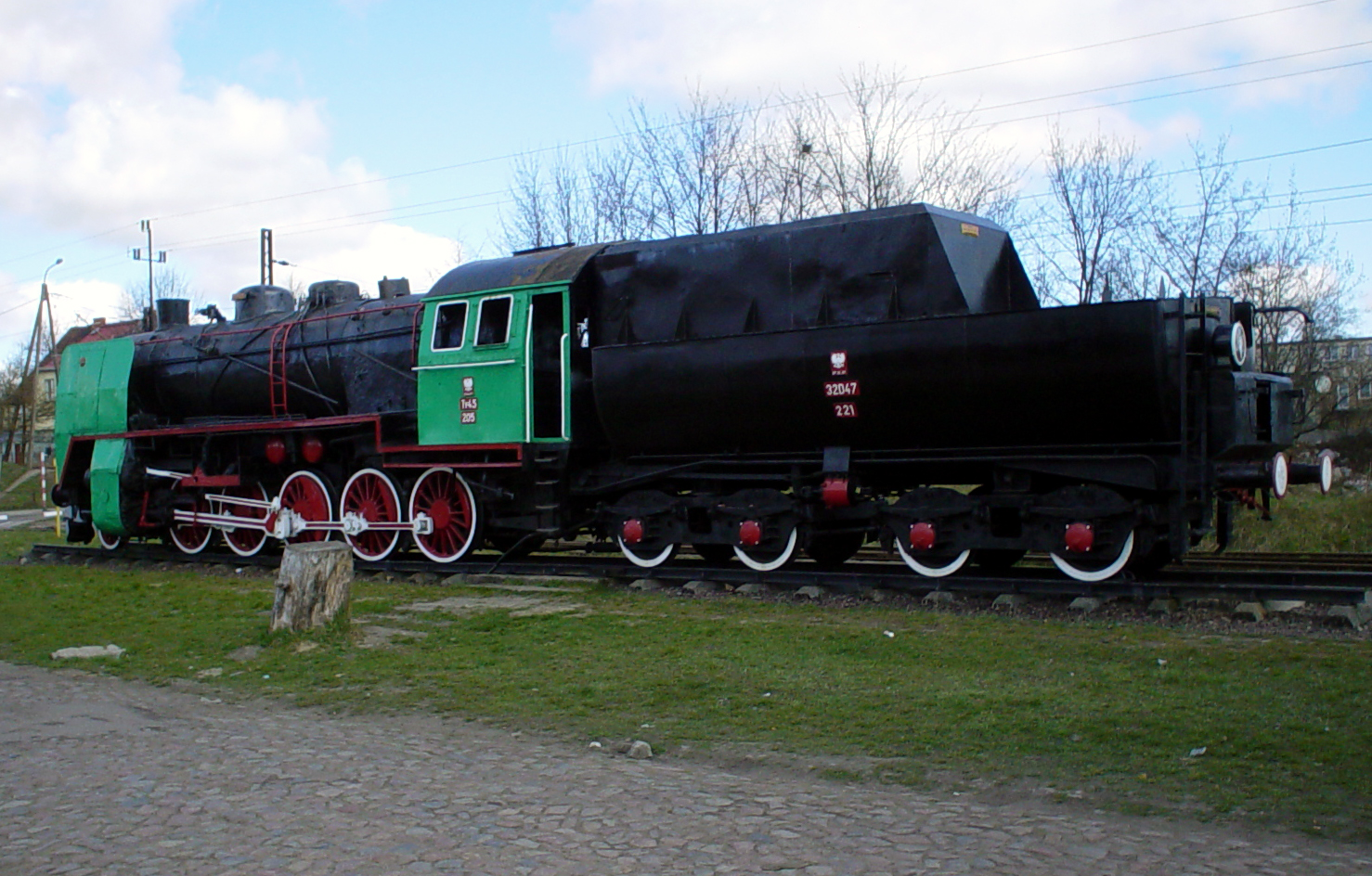
Lokomotywa Ty45.
Eksponat przy głównej drodze Mława-Działdowo.

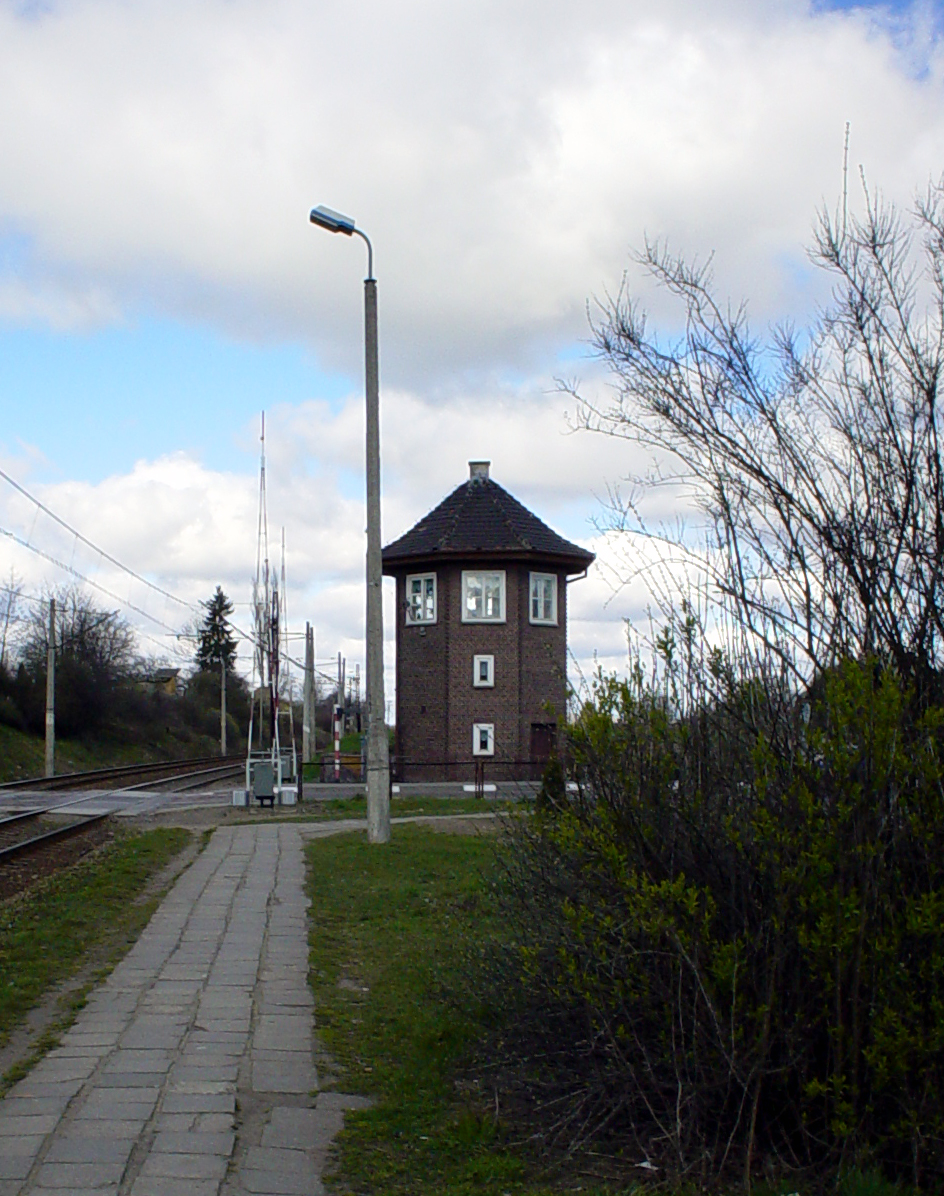
Strażnica kolejowa.

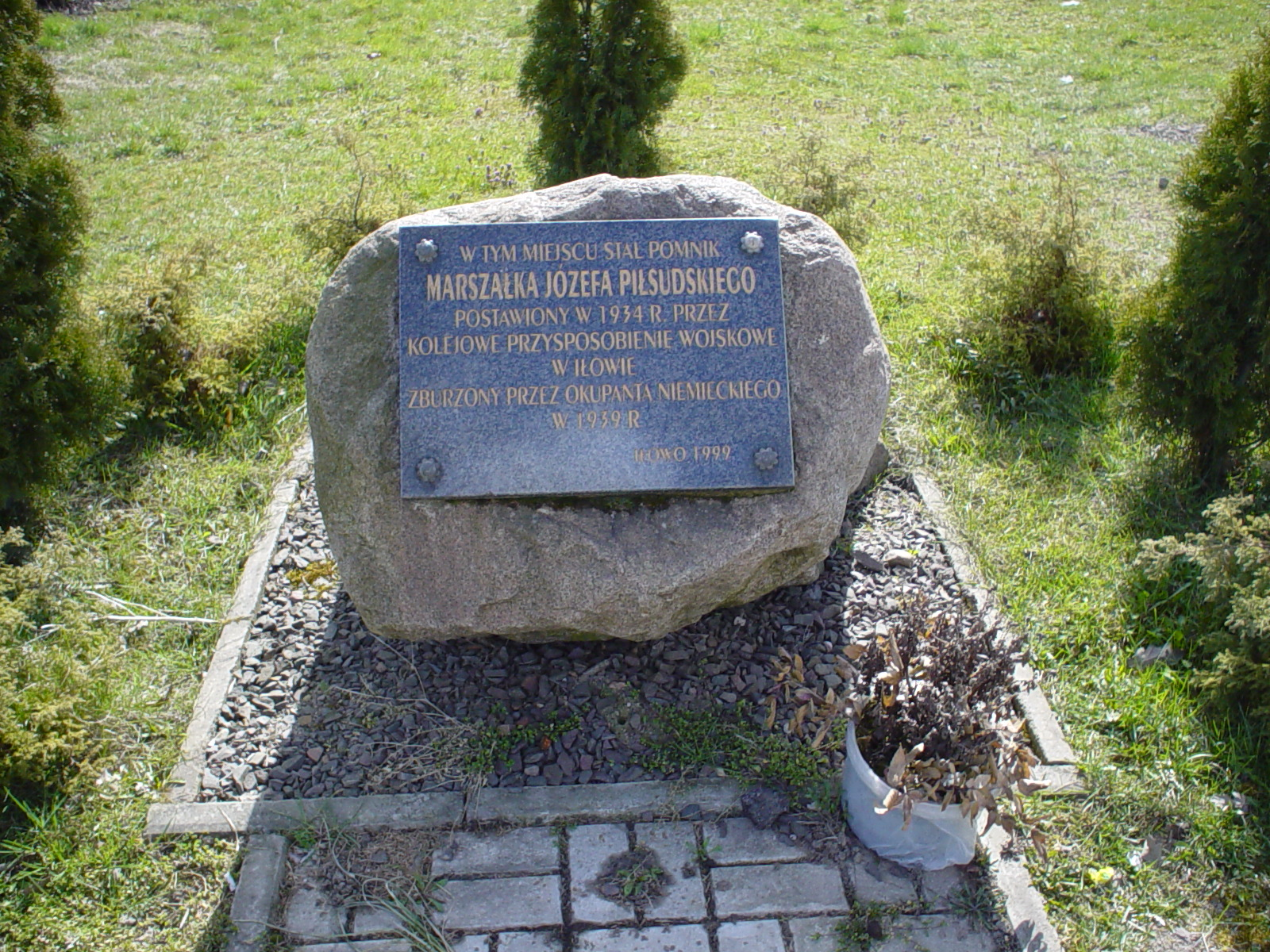
Tablica pamiątkowa.
W tym miejscu stał pomnik Marszałka Józefa Piłsudskiego postawiony w 1934r. przez Kolejowe Przysposobienie Wojskowe w Iłowie. Zburzony przez okupanta niemieckiego w 1939r.

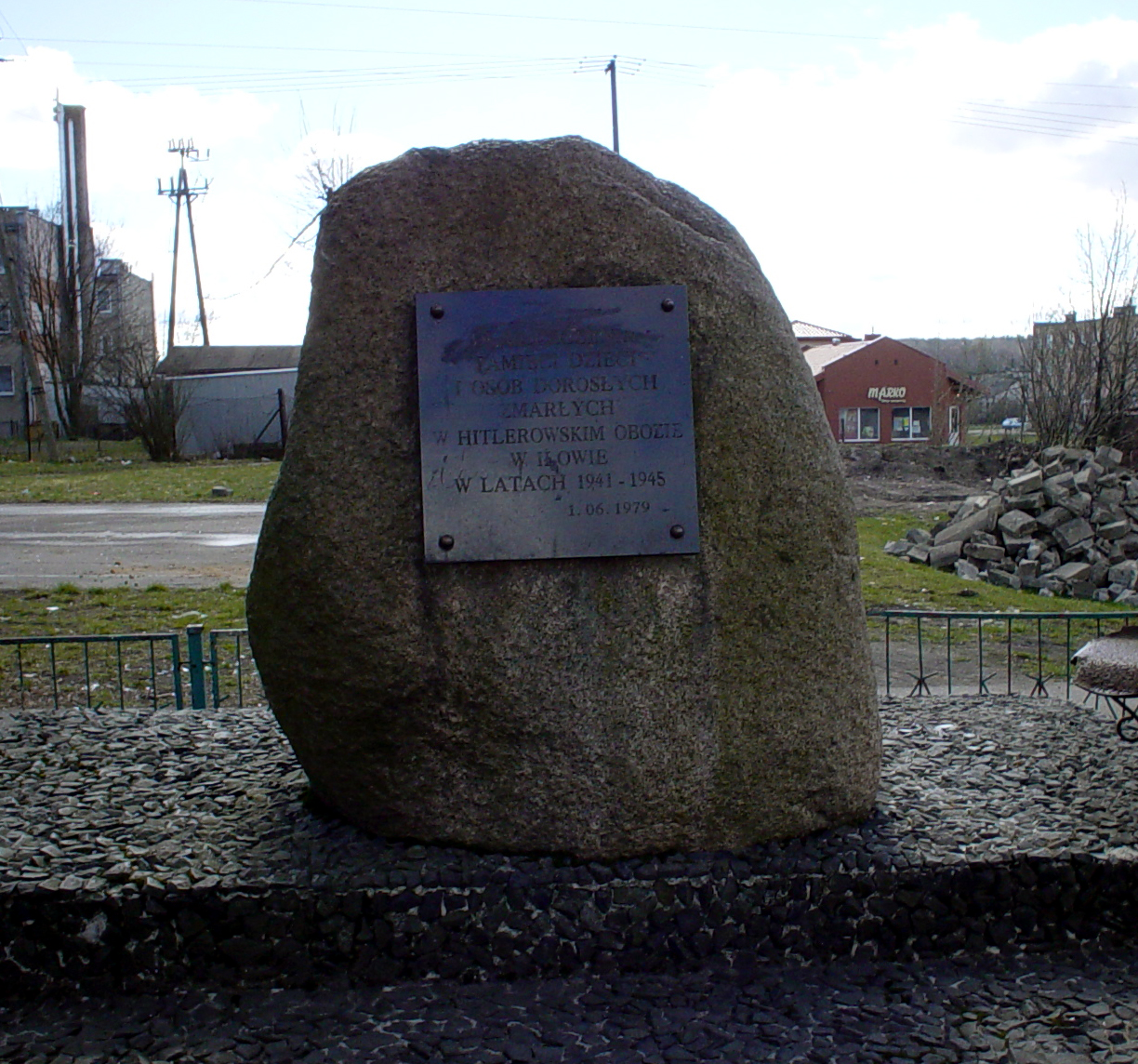
Pomnik pomordowanych dzieci w hitlerowskim obozie przejściowym w Iłowie.

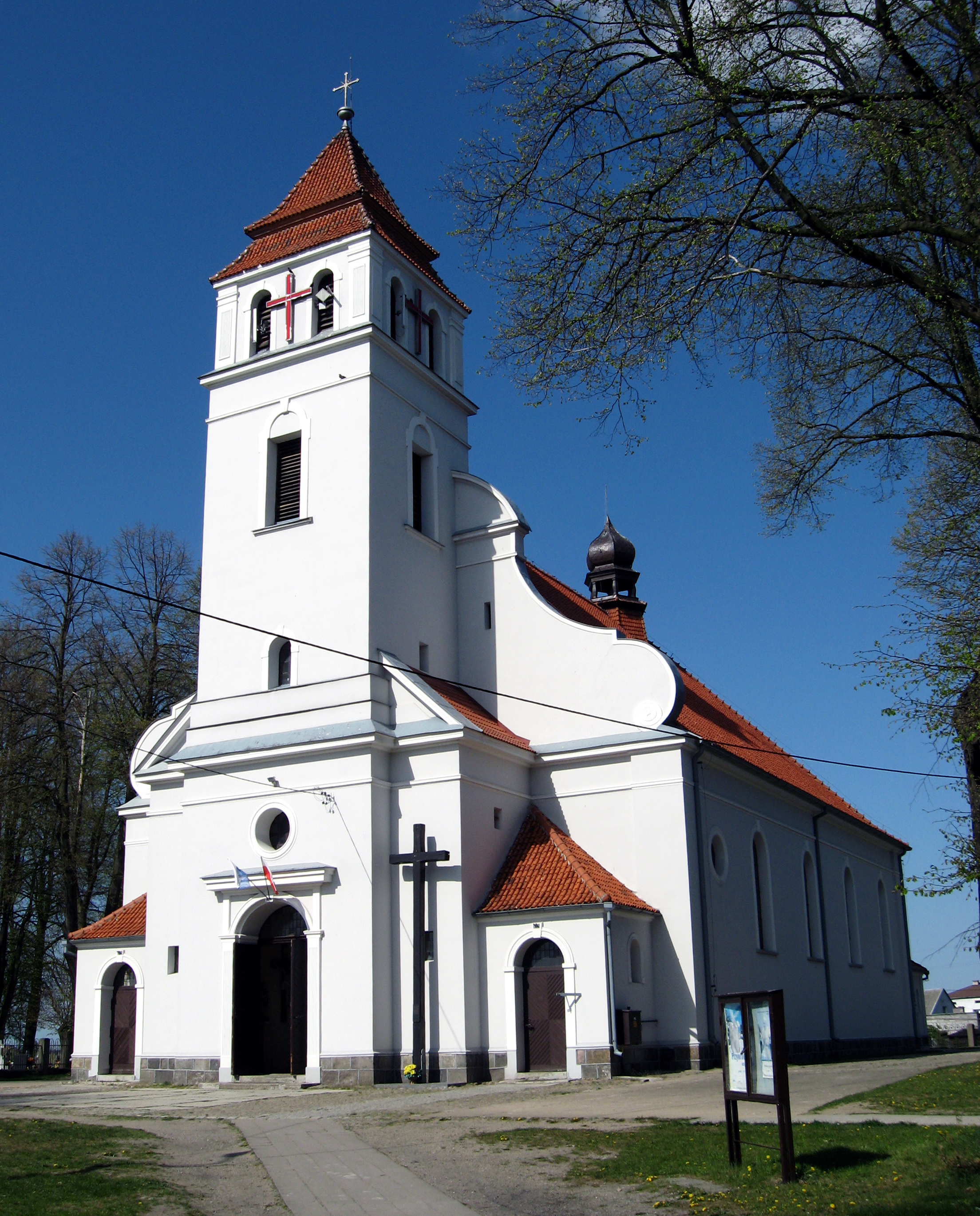
Kościół pw. Matki Bożej Królowej Różańca Świętego (1927).